# ریک گرایمز
ریک گرایمز (به انگلیسی: Rick Grimes) نام یکی از شخصیت‌های کتاب مصور مردگان متحرک مجموعه تلویزیونی مردگان متحرک است که اندرو لینکلن نقش او را بازی می‌کند. این شخصیت توسط رابرت کرکمن و تونی مور ساخته شده‌است. شخصیت ریک گرایمز به عنوان یکی از شخصیت‌های برتر کتاب‌های مصور توسط آی جی ان شناخته شده‌است.
کلانتر ریک گرایمز به همراه زن (لوری) و پسرش (کارل) در یک شهر کوچک زندگی می‌کرد. او در یکی از بیمارستان‌های شهر از کما بیدار می‌شود و درحالی که دنیا را ازبین رفته و احاطه شده توسط زامبی‌ها می‌یابد، به دنبال خانواده اش می‌گردد و …